# Bathyaulax appelatrix
Bathyaulax appelatrix är en stekelart som först beskrevs av Cameron 1909.  Bathyaulax appelatrix ingår i släktet Bathyaulax och familjen bracksteklar. Inga underarter finns listade.